# فيليبي ريان
فيليبي ريان هو لاعب كرة قدم برازيلي في مركز الوسط، ولد في 28 أبريل 1997 في البرازيل. لعب مع نادي جل فيسنتي.